# ケイ・ホール
ケイ・ホール（英: Kaye Hall、1951年5月15日 - ）は、アメリカ合衆国の元競泳選手。
ワシントン州タコマ出身。1967年12月、100ヤード背泳ぎで女性としてはじめて「1分の壁」を突破した。17歳で出場した1968年メキシコシティーオリンピックで金メダル2個と銅メダル1個を獲得した。